# Близнюков, Виктор Григорьевич
Близнюков Виктор Григорьевич (род. 2 ноября 1937, Москва) — советский и украинский учёный в области горного дела, горный инженер. Доктор технических наук (1986), профессор (1987).

## Биография
Родился 2 ноября 1937 года в Москве.
В 1960 году окончил Криворожский горнорудный институт. В 1961—1964 годах работал помощником машиниста экскаватора, начальником смены Южного горно-обогатительного комбината.
С 1967 года, после окончания аспирантуры, работал в Криворожском горнорудном институте: старший преподаватель кафедры инженерной графики, доцент кафедры открытой разработки месторождений полезных ископаемых, в 1985—1992 годах — заведующий кафедрой открытой разработки месторождений полезных ископаемых; декан вечернего отделения горного факультета, с 1993 года — декан горного факультета.
В 1993—2009 годах — директор Государственного научно-исследовательского горнорудного института (Кривой Рог).
С 2011 года — в Криворожском техническом университете: профессор кафедры открытых горных работ.

## Научная деятельность
Специалист в области горного дела. Автор более 220 научных работ, 3 учебников, 6 патентов на изобретения.
Возглавляет научную школу по разработке методов планирования горных работ и проектирования карьеров.

### Научные труды
- Планирование развития горных работ в карьере. М., 1972 (в соавторстве).
- Горное дело. М., 1973 (в соавторстве).
- Определение главных параметров карьера с учётом качества руды / М., 1978.
- Горное дело: учебник для горных техникумов / М., 1980.
- Определение границ карьера при комплексной разработке месторождений полезных ископаемых // Разработка рудных месторождений / Киев, 1984.
- Сравнительная эколого-экономическая оценка горно-геологических условий открытой разработки месторождений // Сб. тезисов 2-й Междунар. конф. — Ялта, 1995.
- О целесообразности изменения бортового содержания железа в руде на месторождениях ГОКов Кривбасса // МГП. — 2002. — № 1.
- Техникоэкономические показатели горнодобывающих предприятий Украины: справочник / Кривой Рог, 2001—2007 (6 изданий).

## Награды
- Государственная премия Украины в области науки и техники (9 декабря 2004)[1];
- Заслуженный деятель науки и техники Украины (2004);
- Благодарность Президента Украины;
- Почётная грамота Кабинета Министров Украины (2008).